# Serhijiwka (Pokrowsk, Udatschne)
Serhijiwka (ukrainisch Сергіївка; russisch Сергеевка Sergejewka) ist ein Dorf im Westen der ukrainischen Oblast Donezk mit etwa 1500 Einwohnern (2012).

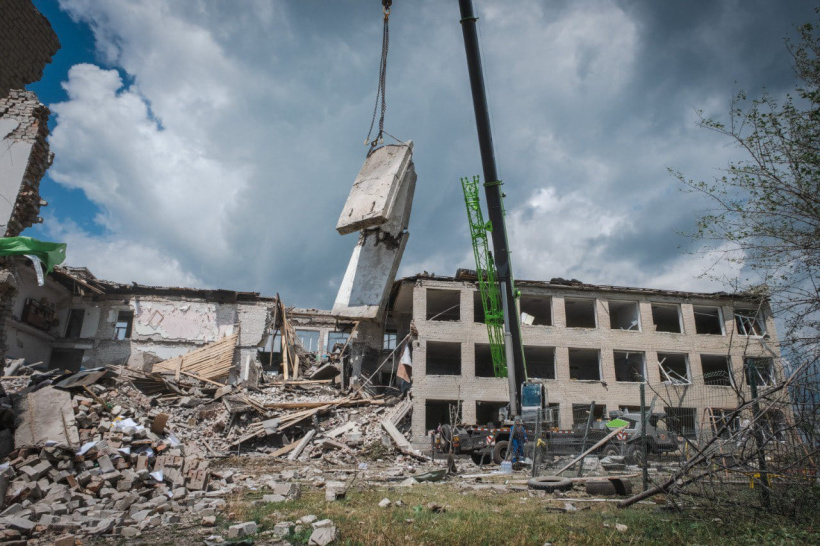
Durch russischen Beschuss zerstörte Schule im Ort

Die Gründung des Dorfes wird zwischen 1670 und 1690 datiert. Im Ort gibt es eine weiterführende Schule, ein Kulturgebäude mit einer Kapazität von 320 Plätzen, eine Bibliothek und ein Krankenhaus.
Serhijiwka liegt an der Grenze zum Rajon Synelnykowe der Oblast Dnipropetrowsk am Ufer der Kowalycha (Ковалиха, Flusssystem Samara), die im Gemeindegebiet zu einem 151 Hektar großen, nach dem Ort benannten See aufgestaut wurde. Die Ortschaft besitzt eine Bahnstation an der Bahnstrecke Pawlohrad–Pokrowsk und einen Straßenanschluss an die nördlich des Dorfes verlaufende Fernstraße M 04/E 50.
Das Rajonzentrum Pokrowsk befindet sich 23 km östlich und das Oblastzentrum Donezk 90 km nordwestlich vom Dorf.
Am 12. Juni 2020 wurde das Dorf ein Teil der neugegründeten Siedlungsgemeinde Udatschne, bis dahin bildete es zusammen mit dem Dorf Kalyniwka (Калинівка) die gleichnamige Landratsgemeinde Serhijiwka (Сергіївська сільська рада/Serhijiwska silska rada) im Nordwesten des Rajons Pokrowsk.